# 南麻布

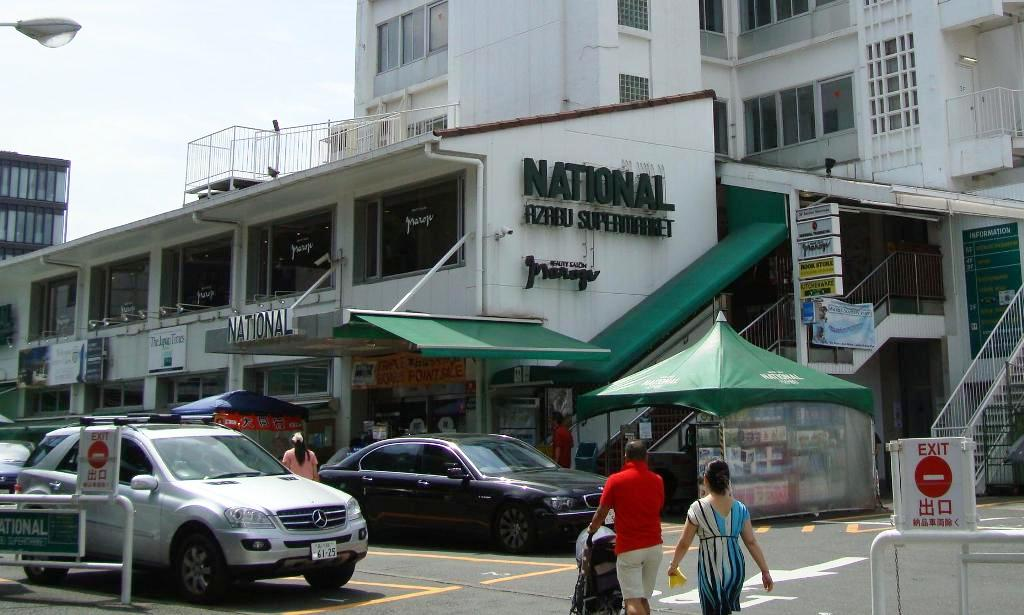
National麻布超市

南麻布（日语：／ Minami-azabu */?）是東京都港區的地名。現行行政地名為南麻布一丁目至南麻布五丁目。郵遞區號106-0047。

## 地理
南麻布位於港區西部。北接西麻布、東北臨元麻布與麻布十番、東鄰三田、南為白金、西南臨澀谷區惠比壽、西鄰澀谷區廣尾。町內有許多長坡，像是仙台坂、木下坂、北條坂（鐵砲坂）、青木坂、新富士見坂、南部坂等。

## 歷史
江戶時代，位於郊區的麻布村是主要耕作地，本地有許多寺社地與大名、小名的下屋敷。今日的仙台坂、南部坂、北條坂、青木坂皆以各藩屋敷命名。江戶中期，將軍在此建造白銀（しろかね）御殿（稱作麻布御殿、富士見御殿）。明治至大正時代，各國駐日大使館的移入使得本地逐漸變成現在國際化的住宅區。
1962年（昭和37年）「住居表示法律」實施。1966年（昭和41年）麻布東町、麻布竹谷町、麻布新堀町、麻布富士見町、麻布盛岡町、麻布田島町、麻布廣尾町等全區、麻布本村町、麻布新廣尾町等部分區域合併成立南麻布。

### 地名由來
此地為舊麻布區南部而得名。

## 交通
鐵路
- 東京地下鐵
  - 南北線麻布十番站（車站編號N-04）
  - 日比谷線廣尾站（車站編號H-03）

都營地下鐵
- - 大江戶線麻布十番站（車站編號E-22）

巴士
- 都營巴士
  - 古川橋停留所
  - 四之橋停留所
  - 光林寺停留所
  - 天現寺橋停留所
  - 三橋停留所
  - 二之橋停留所
  - 仙台坂下停留所
  - 仙台坂上停留所
  - 元麻布二丁目停留所
  - 愛育醫院前停留所
  - 廣尾橋停留所
  - 日赤醫療中心下停留所

道路
- 東京都道415號高輪麻布線 - 二之橋交差點～古川橋交差點
- 東京都道416號古川橋二子玉川線（明治通） - 天現寺橋交差點～古川橋交差點
- 東京都道418號北品川四谷線（外苑西通） - 日赤病院下交差點～天現寺橋交差點前

## 設施
南麻布一丁目
- 港區立東町小學校
- 大韓民國駐日大使館（改建中、移至新宿區四谷）

南麻布二丁目
- 古川橋醫院

南麻布三丁目
- 伊朗駐日大使館
- 港區立本村小學校
- 本村公園
- 芬蘭駐日大使館（日语：駐日フィンランド大使館）
- 藥園坂

南麻布四丁目
- 駐日美軍新山王酒店
- National麻布超市
- 天現寺出入口（首都高速2號線）
- 中華人民共和國駐日大使館別館
- 法國駐日大使館
- 德國駐日大使館
- 巴基斯坦駐日大使館
- 廣尾稻荷神社

南麻布五丁目
- 有栖川宮紀念公園
- 愛育醫院
- 東京都立中央圖書館
- 廣尾站
- 廣尾學園中學校、高等學校
- 瑞士駐日大使館
- 挪威駐日大使館
- 東京神殿

## 備註
1. ↑  港区公式ホームページ／2013年7月（町丁目別人口・世帯数（麻布地区総合支所管内））